# 화합로
화합로는 경기도 파주시 법원읍 대능리에서 양주시를 거쳐 포천시 소흘읍 송우리 하송우사거리를 잇는 경기도의 도로이다.

## 역사
- 2009년 8월 24일 : 2개 이상 시·군에 걸쳐있는 도로로 화합로를 고시[1]
- 2010년 8월 12일 : 기초번호 부여 방식을 연속으로 부여하는 방식에서 각 행정구역 별로 재시작하는 방식으로 변경[2]

## 주요 경유지
경기도
- 파주시 법원읍 - 양주시 (광적면 · 남면 · 은현면 · 회천동 · 옥정동) - 포천시 (선단동 · 소흘읍)